# José Enrique Gutiérrez
Gutiérrez  Cataluña est un nom espagnol. Le premier nom de famille, en général paternel, est Gutiérrez ; le second, en général maternel, souvent omis, est Cataluña.
José Enrique Gutiérrez Cataluña (né le 18 juin 1974 à Valence) est un coureur cycliste espagnol professionnel entre 1998 et 2011.

## Biographie
José Enrique Gutierrez commence sa carrière professionnelle en 1998 au sein de la formation espagnole Kelme-Costa Blanca. Il porte le maillot rose durant une journée au Tour d'Italie 2000.
Terminant, à la surprise générale, 2e au Tour d'Italie 2006, il est plus tard cité dans l'affaire Puerto en 2006, il a été retiré de toute compétition par son équipe, Phonak,. Celle-ci étant dissoute à la fin de la saison, Gutiérrez signe pour l'équipe Team LPR. Sans équipe en 2008, il intègre en 2009 l'équipe américaine Rock Racing.

## Palmarès
- 1996
  - Classement général du Tour de León[3]
  - Tour de Tenerife :
    - Classement général
    - 3e étape (contre-la-montre)[3]

  - 2e du Mémorial Manuel Ángel Ríos
- 1997
  -  Champion d'Espagne du contre-la-montre
  - 3e de la Vuelta a Sedaví
- 2000
  - 3e étape du Grand Prix international Mitsubishi MR Cortez
  - 3e du Grand Prix international Mitsubishi MR Cortez
  - 3e du Mémorial Manuel Galera
- 2002
  - 7e étape du Critérium du Dauphiné libéré
  - 6e de Paris-Tours
- 2004
  - 2e étape du Critérium du Dauphiné libéré
  - 20e étape du Tour d'Espagne
  - 3e de la Classique des Alpes
  - 6e du Critérium du Dauphiné libéré
- 2006
  - 2e du Tour d'Italie
- 2011
  - 2ea étape du  Tour de Colombie (contre-la-montre par équipes)

## Résultats sur les grands tours

### Tour de France
5 participations
- 2001 : 25e
- 2002 : 29e
- 2003 : 41e
- 2004 : 28e
- 2005 : 49e

### Tour d'Italie
3 participations
- 1998 : abandon (18e étape)
- 2000 : abandon (18e étape),  maillot rose pendant un jour
- 2006 : 2e

### Tour d'Espagne
6 participations
- 2000 : 36e
- 2001 : abandon (8e étape)
- 2002 : 37e
- 2003 : 34e
- 2004 : 31e, vainqueur de la 20e étape
- 2005 : abandon (5e étape)

## Classements mondiaux
| Année              | 2006 | 2007 | 2008 | 2009 |
| ------------------ | ---- | ---- | ---- | ---- |
| Classement ProTour | 34e  |      |      |      |
| UCI Europe Tour    |      | 282e |      | 668e |